# Halit Güngen
Halit Güngen (geb. 1. Januar 1971 in Şırnak, Türkei; gest. 18. Februar 1992 in Diyarbakir, Türkei) war ein türkischer Journalist, der einem Mordanschlag zum Opfer fiel.

## Hintergrund
Unbekannte töteten Güngen am 18. Februar 1992. Als Tatmotiv gilt ein am 16. Februar erschienener kritischer Zeitungsartikel über die türkische Hizbullah, in dem er die Ausbildung der Hizbullah in Diyarbakir durch die türkische Sonderpolizei Cevik Kuvvet offengelegt hatte. Zwei Tage nach Veröffentlichung wurde Güngen ermordet.